# تپه شمالی کاشان
تپه شمالی کاشان در شهرستان اهر، بخش مرکزی، دهستان آذغان، روستای کاشان واقع شده و این اثر در تاریخ ۱۵ دی ۱۳۸۷ با شمارهٔ ثبت ۲۳۹۴۰ به‌عنوان یکی از آثار ملی ایران به ثبت رسیده است.